# آکانتودیان
خارکوسه‌ویسان یا آکانتودیان (نام علمی: acanthodians)، یا کوسه‌های خاردار رده‌ای منقرض‌شده از ماهی‌ها هستند که مشترکاتی هم با ماهیان غضروفی و هم با ماهی‌های استخوان‌دار دارند. شکل ظاهری آن‌ها به کوسه‌ها شباهت داشت اما روپوست آن‌ها با صفحه‌های ریز لوزی شکلی پوشیده شده‌بود که به فلس‌های کمان‌باله شباهت داشت.